# Bremer (Familienname)
Bremer ist ein deutscher Familienname.

## Herkunft und Bedeutung
Bremer ist ein Herkunftsname und bezieht sich auf Einwohner der Ortschaften Bremen, Brem, Brehm, Brehme und Brehmen.

## Namensträger
- Adalbert Bremer (1902–1948), deutscher Politiker (CDU)
- Alexandre Bremer (* 1992), französisch-belgischer Eishockeyspieler
- Alida Bremer (* 1959), deutsch-kroatische Schriftstellerin, Übersetzerin und Literaturwissenschaftlerin
- Anja Bremer (1901–1985), deutsche Galeristin und Kunsthändlerin
- Annemarie Bremer, deutsche Filmeditorin
- Anne Bremer (1868–1923), amerikanische Malerin des Postimpressionismus
- Anne-Mieke Bremer (* 1991), deutsche Politikerin (Die Linke)
- Arthur Bremer (* 1950), US-amerikanischer Attentäter
- Asmus Bremer (vor 1652–1720), deutscher Politiker, Bürgermeister von Kiel
- Benedix von Bremer (Jurist) (Benedict von Bremer, Benedikt von Bremer; 1717–1779), deutscher Jurist, Landrat und Politiker
- Benedix Carl Christian Bremer (1791–1853), deutscher Jurist
- Benedix Georg von Bremer (Beamter) (1686–1754), deutscher Beamter und Legationsrat
- Benedix Georg August von Bremer (1759–1813), deutscher Gesandter und Politiker
- Benjamin Bremer (* 1997), dänischer E-Sportler
- Burckhard Bremer (* 1946), deutscher Radrennfahrer und Radsportfunktionär
- Caroline von Bremer (1766–1845), deutsche Äbtissin
- Chris-Carol Bremer (* 1971), deutscher Schwimmer
- Claus Bremer (1924–1996), deutscher Dramaturg, Theaterregisseur und Lyriker
- Dagmar Bremer (* 1963), deutsche Hockeyspielerin
- Detlef Bremer (1957–1988), deutsches Todesopfer an der innerdeutschen Grenze
- Detlevus Bremer (1403–1464), deutscher Politiker, Bürgermeister von Hamburg
- Dieter Bremer (1938–2023), deutscher Altphilologe
- Eli Bremer (* 1978), US-amerikanischer Moderner Fünfkämpfer
- François Bremer (1900–1960), luxemburgischer Gewichtheber
- Franz Peter Bremer (1832–1916), deutscher Rechtshistoriker
- Franziska Bremer (* 1985), deutsche Volleyballspielerin
- Fredrika Bremer (1801–1865), schwedische Schriftstellerin
- Friedrich Bremer (1919–1966), deutscher SS-Hauptsturmführer
- Friedrich Franz Dietrich von Bremer (1759–1836), deutscher Staatsmann
- Fritz Bremer (1882–1954), deutscher Politiker (CDU)
- Gerhard Bremer (1917–1989), deutscher Offizier der Waffen-SS
- Hanna Bremer (1928–2012), deutsche Geographin
- Hans Bremer (Maler) (1885–1959), deutscher Maler und Grafiker
- Hans Bremer (Polizeibeamter) (1905–nach 1954), deutscher Polizei- und Gestapobeamter
- Hartmut Bremer (1945–2018), deutscher Maschinenbauingenieur und Hochschullehrer
- Heiner Bremer (* 1941), deutscher Journalist
- Heinz Bremer (1931–2001), deutscher Naturschützer, Biologe und Hochschullehrer
- Hugo Bremer (1869–1947), deutscher Industrieller und Erfinder
- Inga Bremer (* 1980), deutsche Regisseurin, Drehbuchautorin und Produzentin
- J. R. Bremer (eigentlich Ernest Bremer jr.; * 1980), US-amerikanischer Basketballspieler
- Jakob Bremer (1881–1963), deutscher Kaplan und Heimatforscher
- Jan Maarten Bremer (1932–2023), niederländischer Klassischer Philologe
- Jan Peter Bremer (* 1965), deutscher Schriftsteller
- James Bremer (1786–1850), britischer Konteradmiral
- Jean-Pierre Bremer (* 1957), französischer Ruderer
- Johannes Bremer, deutscher Franziskaner und Theologe
- Jörg Bremer (* 1952), deutscher Journalist, Historiker und Autor
- Julius Bremer (1828–1894), deutscher Arbeiterfunktionär
- Jürgen Bremer (Politiker) (1804–1874), deutscher Rechtsanwalt und Politiker
- Jürgen Bremer (Kanute) (* 1940), deutscher Kanute
- Kai Bremer (* 1971), deutscher Literaturwissenschaftler
- Kåre Bremer (* 1948), schwedischer Botaniker
- Karl Bremer (auch Carl Bremer; 1885–1953), südafrikanischer Arzt und Politiker
- Karl Benedikt von Bremer (* 1724), deutscher Obrist
- Karl Heinz Bremer (1911–1942), deutscher Romanist
- Kristen Kyrre Bremer († 2013), norwegischer Bischof
- Lucille Bremer (1917–1996), US-amerikanische Schauspielerin
- Mark Bremer (* 1969), deutscher Sprecher
- Martin Bremer (Fußballspieler) (* 1954), deutscher Fußballspieler
- Martin Bremer (Leichtathlet) (* 1970), deutscher Langstreckenläufer
- Michelle Bremer (* 1983), neuseeländische Triathletin
- Nico Bremer (* 1959), luxemburgischer Fußballspieler
- Otto Bremer (1862–1936), deutscher Germanist
- Otto Wassiljewitsch Bremer (1812–1873), russischer Architekt und Entomologe
- Paul Bremer (* 1941), US-amerikanischer Funktionär
- Pauline Bremer (* 1996), deutsche Fußballspielerin
- Richard Bremer (1900–1971), deutscher Journalist
- Rolf Bremer (1926–1991), deutscher Jurist, Verwaltungsbeamter und Politiker (CDU), MdB
- Ronnie Bremer (* 1978), dänischer Autorennfahrer
- Stuart A. Bremer (1943–2002), US-amerikanischer Politikwissenschaftler
- Sven Bremer (Journalist) (* 1963), deutscher Sportjournalist und Autor
- Sven Bremer (Fußballspieler) (* 1975), deutscher Fußballspieler
- Sven Bremer (Schriftsteller) (1979–2023), deutscher Schriftsteller und Verleger
- Thomas Bremer (Romanist) (* 1954), deutscher Romanist
- Thomas Bremer (* 1957), deutscher Theologe
- Tönnies Bremer (auch Thönnies Brehmer; † 1628), deutscher Goldschmied und Münzmeister
- Torsten Bremer (* 1961), deutscher Ruderer
- Undine Bremer (* 1961), deutsche Leichtathletin
- Uwe Bremer (* 1940), deutscher Maler und Graphiker
- Väinö Bremer (1899–1964), finnischer Athlet
- Walter Bremer (Widerstandskämpfer) (1904–1995), deutscher Polizist und Widerstandskämpfer
- Walther Bremer (auch Walter Bremer; 1887–1926), deutscher Prähistoriker
- Wolfgang Bremer (Unternehmer) (1950–2022), deutscher Unternehmer
- Wolfgang Bremer (* 1953), deutscher Konteradmiral